# .eh
.eh – krajowa domena internetowa najwyższego poziomu przypisana do Sahary Zachodniej. Domena nie jest używana.

## Status
Z powodu niejasnego statusu Sahary Zachodniej terytorium to nie posiada własnej krajowej domeny najwyższego poziomu. Niemniej jednak IANA zarezerwował na przyszłość dla tego kraju domenę .eh. Skrót pochodzi od Saguia el-Hamra, hiszpańskiej nazwy Sakiji al-Hamry, jednej z dwóch prowincji we wcześniejszej Saharze Hiszpańskiej.